# Christian Mickelsson
Allan Christian Mickelsson, född 13 juni 1984 i Edsbyn, är en svensk bandyspelare vars moderklubb är Edsbyns IF och som senare spelat för Selånger SK, IK Sirius BK och Vetlanda BK. 
Den 16 maj 2015 bröt Christian Mickelsson sitt kontrakt med Vetlanda och är efter det klubblös enligt Bandypuls. Han representerade Sverige i U19-landslaget år 2003 och debuterade i herrlandslaget i världsmästerskapen 2012 i Almaty, Kazakstan.

### Övriga källor
- bandysidan.nu
- svenskafans.com